# 카바데티레니
카바데티레니(이탈리아어: Cava de' Tirreni)는 이탈리아 캄파니아주 살레르노도에 위치한 코무네다.

## 스포츠
이 지역 축구팀으로는 SS 카베세 1919가 있으며 홈구장은 스타디오 시모네타 람베르티다.

## 자매 도시
- 고주프비엘코폴스키
- 카우나스
- 피츠필드
- 슈베르테
- 네스비쉬